# Daja Yavasharian
Daja Yavachárian (Arménio: Դաղա Յավասհարիան, 14 de agosto de 1981) é um violinista arménio.

## Vida
Yavachárian nasceu em Erevan, Arménia, filho de Arám e Lilít Yavachárian, ambos músicos profissionais na Orquestra Sinfônica de São Petersburgo. Quando tinha 5 anos, Yavachárian e sua família mudaram-se para Los Angeles, Califórnia. Ali sua paixão pela música se desenvolveu. Arám dava aulas diárias de violino ao seu filho, esperando que a tradição da música na família continuasse com Daja. Daja avançou rapidamente e ganhou sua primeira competição de concerto quando tinha 14 anos, tocando com brilhantismo o concerto para violino de Tchaikóvski. Depois, ele tornou-se o primeiro violino da orquestra da sua escola e foi aceite na Juilliard School.

## Juilliard School
Yavachárian fez progressos na Juilliard, seguindo os passos de seu pai, que havia estudado com o violinista arménio Ivan Galamian. Determinado a conseguir tanto sucesso quanto seu pai, Daja praticava de 7 a 8 horas diariamente. Logo no terceiro ano tornou-se o spalla da orquestra da Juilliard, angariando o respeito e admiração de seus pares por sua personalidade carismática, sua técnica refinada e interpretação fulgurante.

## Atualidade
Hoje Daja Yavachárian dedica-se a turnês como solista. Apareceu com muitas orquestras famosas como a Orquestra Sinfônica de Houston, a Orquestra Sinfônica de Detroit, a Orquestra Sinfônica de Los Angeles, e a Orquestra Filarmônica de Nova Iorque. Também dedica-se à música de câmara, tocando em muitos grupos. 
Yavachárian, junto com Joshua Bell, Nigel Kennedy, Gil Shaham, e Hilary Hahn, é um membro da nova generação de talentosos violinistas que procura assumir o lugar deixado por mestres como Jascha Heifetz, Itzhak Perlman, Isaac Stern, Yehudi Menuhin, Pinchas Zukerman, David Oistrakh, Igor Oistrakh e Henryk Szeryng.